# Cirolana jonesi
Cirolana jonesi är en kräftdjursart som först beskrevs av Brian Frederick Kensley 1987.  Cirolana jonesi ingår i släktet Cirolana och familjen Cirolanidae. Inga underarter finns listade i Catalogue of Life.